# スペイン国立航空宇宙技術研究所
スペイン国立航空宇宙技術研究所（Instituto Nacional de Técnica Aeroespacial、INTA）はスペインの宇宙機関である。1942年に設立され、マドリード近郊のトレホン・デ・アルドスに本部を置く。

## 組織
予算は1億ユーロ以上で、スペイン国防省と自身のプロジェクトが収入源である。2008年には、INTAは1200人の職員を雇用し、そのうち80%は研究活動に従事していた。INTAの主な活動には、研究開発の他に資格や検定がある。

## 運営

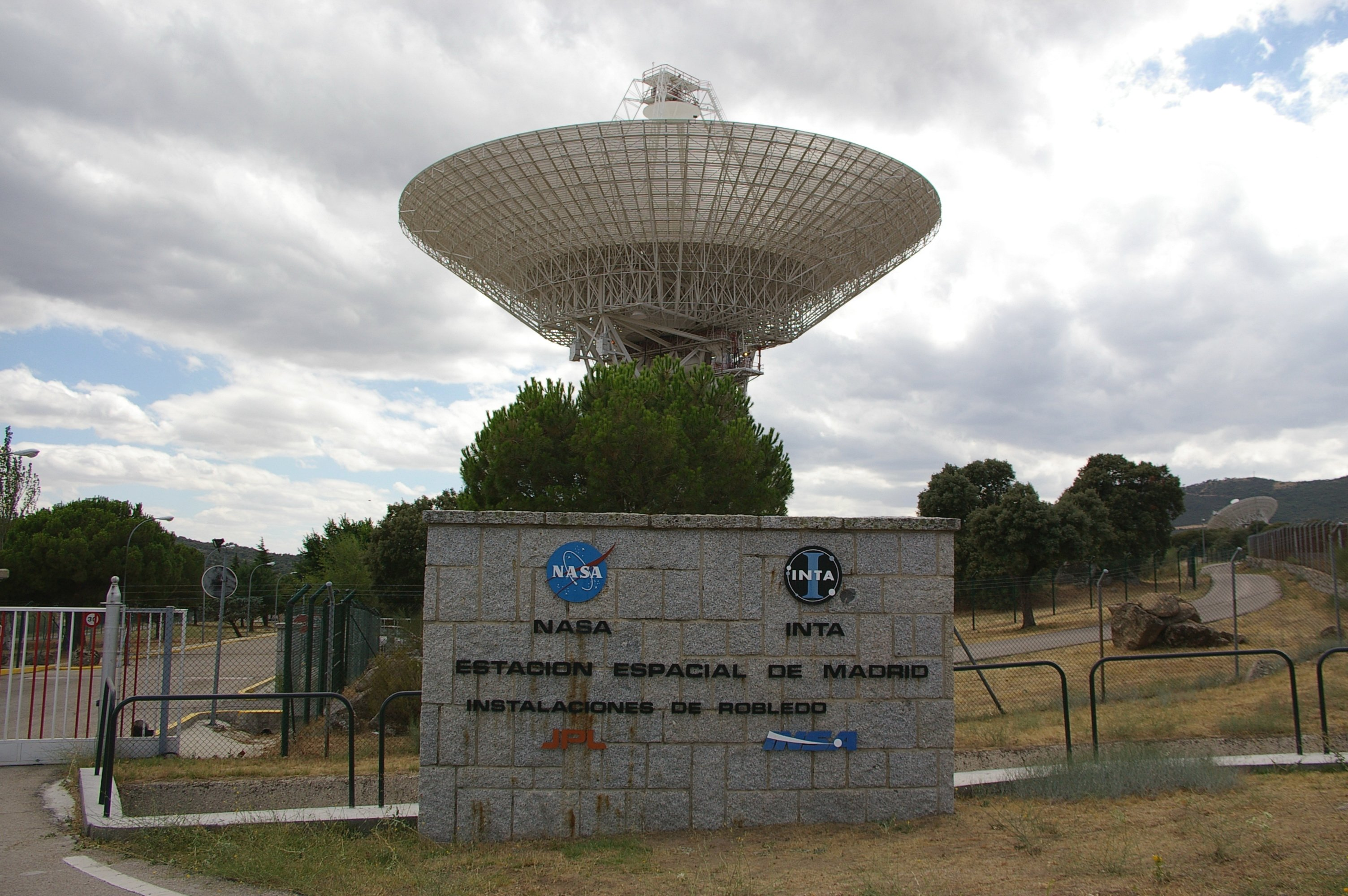
マドリード深宇宙通信施設

INTAは、1974年11月15日に初めて独自の人工衛星INTASATをアメリカ航空宇宙局のデルタロケットで打ち上げた。INTAでは現在、南スペインでマドリード深宇宙通信施設とEl Arenosillo rocket launch siteを運営している。ここからは、INTA-255やINTA-300等の観測ロケットが打ち上げられている。